# Râul Moara
Râul Moara este un curs de apă, afluent al râului Firtuș. 

## Hărți
- Harta județului Mureș